# جنيفر فراي (صحفية)
جنيفر فراي (بالإنجليزية: Jennifer Frey)‏ هي صحفية أمريكية، ولدت في 1968، وتوفيت في 26 مارس 2016 بسبب مرض الكبد.